# 太田基之
太田 基之（おおた もとゆき）は、日本の漫画家。男性。静岡県出身。別ペンネームに鳥子悟。

## 来歴
1998年、『モーニング』（講談社）にてMANGA OPENに入賞。入賞作「蜂列車」が同誌に掲載されデビューを果たす。
その後、『アックス』（青林工藝舎）などで断続的に作品を発表。
2009年から『月刊IKKI』（小学館）にて「高梨さん」を連載、2013年にNHKワンセグ2でドラマ化された。

## 作品リスト

### 単行本
- 『東京アサイラム』（2010年、『月刊IKKI』連載、小学館、IKKI COMIX rare、全1巻）
- 『高梨さん』（2010年、『月刊IKKI』連載、小学館、IKKI COMIX、全1巻）
- 『高梨さん 近所へ行く』（2011年、『月刊IKKI』連載、小学館、IKKI COMIX、全1巻）
- 『高梨さん 世話を焼く』（2013年、『月刊IKKI』連載、小学館、IKKI COMIX、全1巻）
- 『収穫の日は近い』（2013年、『アックス』連載、青林工藝舎、全1巻）
- 『かきのたね』（2016年、小学館、全1巻）
- 『太田基之 傑作短編集』（2016年、小学館、全1巻）
- 『オオタ式』（『ビッグコミック』2022年1号[2] - 2023年7号[3]、全1巻[4]） - 下記の読み切りシリーズから月1回連載化[5]
  - 生き残り（『ビッグコミック』2021年2号[6]）
  - 妻かえる（『ビッグコミック』2021年12号）
  - 新・浦島（『ビッグコミック』2021年16号[7]）
  - 顔（『ビッグコミック』2021年19号[8]）
  - つぐない（『ビッグコミック』2021年21号[9]）
  - お魚天国（『ビッグコミック』2021年23号[10]）

## 雑誌特集
「アックス」vol.91 特集:太田基之（青林工藝舎 2013年2月）ISBN 978-4883793792